# Bulking

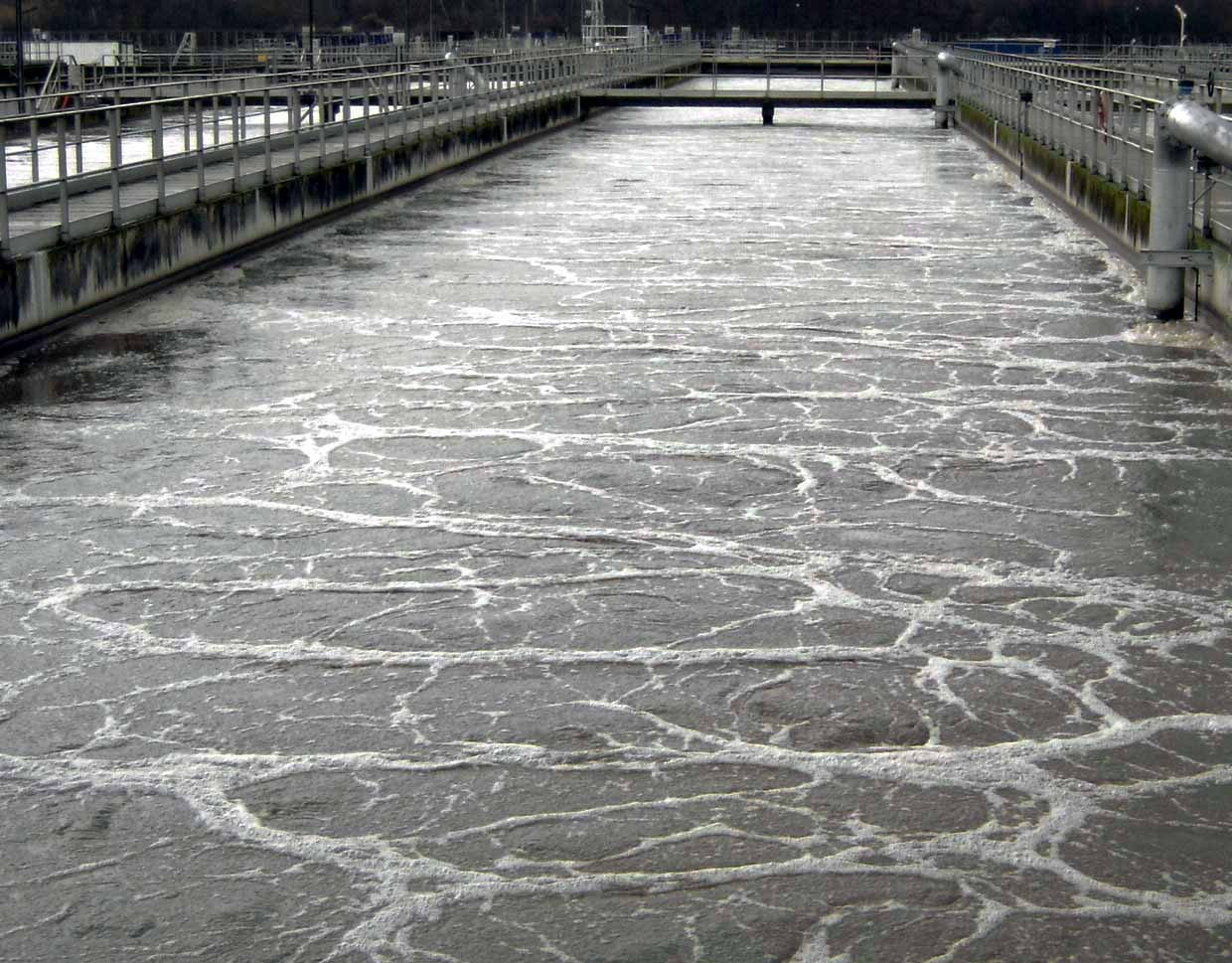
Impianto a fanghi attivati con microbolle

Il bulking o bulking sludge o letteralmente rigonfiamento del fango, è un fenomeno che si può presentare negli impianti di depurazione a fanghi attivi o fanghi attivati. In questo caso l'effluente dall'impianto a fanghi attivati diventa opalino e porta con sé numerosi flocculi e il volume del fango nella vasca di sedimentazione finale cresce fortemente.

## Danni
Il rigonfiamento riduce la velocità di sedimentazione e la compattazione del fango sul fondo del sedimentatore secondario. Quando il fango si ammala di bulking diventa inadatto alla sua funzione depurante perché perde le sue qualità adsorbenti e ossidanti e sedimenta a stento.
Il bulking può provocare, se non controllato, oltretutto:
- fenomeni di trascinamento della biomassa con l'effluente;
- peggioramento di disidratabilità del fango.

## Tipologie
Esistono due tipologie di bulking:
- bulking viscoso: risultato di una eccessiva produzione di polisaccaridi esocellulari da parte di particolari gruppi di microrganismi (colonie di zooglee). Queste sostanze danno origine a fiocchi di aspetto gelatinoso che trattengono notevoli quantità di acqua. In questo caso il fango assume l'aspetto voluminoso e gelatinoso ed è meno propenso a sedimentare. La causa dell'eccessiva produzione di materiale esocellulare è la mancanza di nutrienti (carbonio, azoto, fosforo);
- bulking filamentoso: dovuto alla proliferazione eccessiva di batteri filamentosi normalmente presenti nei fanghi insieme con i batteri fioccoformatori. In questo caso il fiocco di fango appare molto grande e molto ricco di batteri filamentosi.

## Cause
Il fenomeno del rigonfiamento può indicare la presenza di un problema a monte, ossia può essere sentinella di problemi come carenza di ossigeno disciolto in vasca di ossidazione (< 2 mg/L), shock di pH, o presenza di sostanze tossiche, anche se generalmente è causato da un carico sul fango troppo basso.
Secondo una teoria abbastanza accreditata, una delle cause principali del bulking sarebbe la mancanza di elementi nutritizi contenuti nei liquami. Infatti il rapporto ideale tra carbonio, azoto e fosforo dovrebbe essere intorno a 100:5:1. Se si manifesta uno squilibrio in questo rapporto si ha un'alterazione nel metabolismo dei microrganismi aerobi contenuti nei fanghi attivi, e ciò favorisce il bulking.

## Segnali di innesco del fenomeno
Un segno visibile a occhio nudo dell'inizio della malattia del fango è la formazione di colonie di Sphaerotilus natans, un microrganismo che forma lunghi filamenti bianco-grigiastri attaccati alle sponde delle vasche.
Un esame al microscopio del fango invece ci permette di cogliere i primi sintomi della malattia, infatti in questo caso i protozoi ciliati diminuiscono mentre crescono quelli flagellati.

## Rimedi
Per limitare questo grave problema che può inficiare la normale depurazione delle acque per inibizione delle attività dei batteri saprofiti, si utilizzano vari metodi:
- dosaggio di sostanze coagulanti come i sali di ferro (es. cloruro ferrico);
- dosaggio di ipoclorito di sodio o acqua ossigenata prodotti tossici per i batteri filamentosi;
- dosaggio di batteri selettivi liofilizzati;
- presenza di un bacino anossico ubicato a monte dello stadio ossidativo (e del bacino di predenitrificazione, se presente) per sfavorire la crescita dei batteri filamentosi rispetto ai fioccoformatori. Tale bacino, detto selettore, ha il compito di favorire nella competizione tra le varie specie quella dei batteri fioccoformatori a sfavore delle specie filamentose, mettendo velocemente a disposizione dei batteri provenienti dal ricircolo un'ampia quantità di sostanza organica prontamente biodegradabile derivante dai liquami grezzi. I batteri fioccoformatori, allora, avendo a disposizione la sostanza organica di cui necessitano per svilupparsi, la immagazzinano per assorbimento e la degradano in un secondo tempo all'interno dei successivi bacini della filiera di trattamento. Il tempo di residenza in tale tipo di bacino dovrebbe essere tra i 10 e 30 minuti.

## Altre patologie del fango attivo
Oltre al bulking il fango attivo può presentare altre patologie:
- crescita dispersa: il fenomeno si manifesta con una struttura dispersa del fiocco che è praticamente assente poiché i batteri non aderiscono più gli uni agli altri a causa di una cattiva bioflocculazione dovuta alla presenza di tensioattivi o sostanze tossiche. Questo è causa di effluente torbido e una di pessima sedimentabilità;
- fenomeni di pin point: avviene quando i batteri filamentosi sono in difetto o praticamente assenti (fenomeno opposto del bulking filamentoso) e pertanto i fiocchi risultano di dimensioni molto ridotte (diametro < 100 mm) poiché viene a mancare il sostegno su cui fissarsi e formare fiocchi più grandi. In questo caso si produce un effluente ricco di piccoli solidi sospesi e quindi, di BOD, ma in genere non torbido (effluente morbido); non si ha alcuna separazione di sedimento;
- fenomeni di rising sludge (risalita del fango) o denitrificazione parassita: fenomeno fisico che si manifesta con la risalita e galleggiamento del fango, sulla superficie del sedimentatore secondario. Tale fenomeno è dovuto alla massiccia denitrificazione che avviene sul fondo del sedimentatore secondario. In questo caso i nitriti e i nitrati presenti nel fango sono convertiti in azoto gassoso il quale risale in superficie sotto forma di bollicine; se queste sono numerose, aderendo alla superficie dei fanghi, lo fanno risalire in superficie (flottazione);
- foaming: è legato alla presenza di grandi quantità di schiume biologiche che si formano sia sulla superficie del sedimentatore sia nei bacini di aerazione. Tali schiume viscose e di colore marrone chiaro, derivanti dalla presenza di microrganismi come Microthrix Parvicella e Nocardia sp., risultano persistenti e tenaci, difficili da rompere meccanicamente. Il foaming oltre a causare accumuli di schiuma determina anche fenomeni putrefattivi.

I letti percolatori non sono oggetto di alcuna delle suddette patologie.